# Gosén

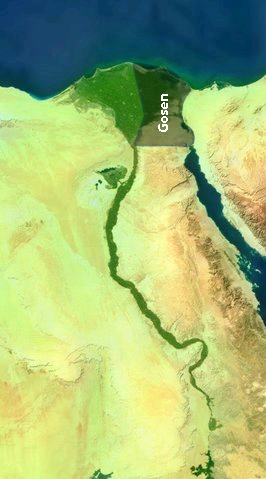
Posible ubicación de la Tierra de Gosén.

Gosén o la Tierra de Gosén (hebreo: גֹּשֶׁן, tiberiano: /ɡoːʃɛn/) es un lugar o nombre mencionado en la historia bíblica de José el Patriarca.  La Septuaginta presenta el nombre como Gesan (griego: γεσαν, ɡesan /'ɡe.zən/), y Artapano como Kessan /'ke.sən/, como el egipcio (ɡesen).
Algunos egiptólogos han sugerido una conexión entre el lugar bíblico y el nombre gsm usado en referencia a un lago en el papiro Anastasi IV, ya que el nombre parece haber sido usado como topónimo en el Uadi Ṭumilat.
En la dinastía XII de Egipto, Avaris fue un gran centro administrativo, convirtiéndose después en la capital de la XIV y XV dinastías hicsas de Egipto. Fue aquí donde José tuvo su casa. En Génesis 45:10, Gosén parece haber sido la zona de Egipto cercana al palacio del Faraón de José, en el Delta del Nilo, quien residía una parte del año en Menfis. Kenneth Kitchen escribió que a la familia de José le fue asignada la tierra en Gosén (después llamada Ramsés por Faraón (Génesis 47:6,11). Kitchen concluyó que ya que "Ramsés y Raamsés son términos idénticos, Gosén puede haber estado en las tierras cercanas a Ro-waty y Avaris, cerca de Canaán".
De acuerdo a Génesis 46:31–34:
Y José dijo a sus hermanos, y a la casa de su padre: Subiré y lo haré saber a Faraón, y le diré: Mis hermanos y la casa de mi padre, que estaban en la tierra de Canaán, han venido a mí. 
Y los hombres son pastores de ovejas, porque son hombres ganaderos; y han traído sus ovejas y sus vacas, y todo lo que tenían. Y cuando Faraón os llamare y dijere: ¿Cuál es vuestro oficio? Entonces diréis: Hombres de ganadería han sido tus siervos desde nuestra juventud hasta ahora, nosotros y nuestros padres; a fin de que moréis en la tierra de Gosén, porque para los egipcios es abominación todo pastor de ovejas."
José fue jefe de ministros de uno o más faraones cuya putativa identidad no se ha establecido de manera certera. Según la tradición bíblica, los pueblos vivieron en paz en Gosén por 400 años, hasta que llegó un nuevo rey a Egipto, quien "no conocía acerca de José" (Éxodo 1:8) y los redujo a la esclavitud. Se dice que la estancia de aquellos pueblos en Egipto duró 400 años, de acuerdo a la interpretación literal del texto del Éxodo; sin embargo, hay interpretaciones que difieren de las fechas dadas en la Biblia que argumentan que solo fueron 210 años.
La identidad del Faraón del Éxodo es incierta. Se afirma que fue Ramsés II o su sucesor Merenptah. Otros apoyan el argumento de que fue Amenofis II o su padre Tutmosis III. También se ha sugerido por una pequeña cantidad de eruditos que pudieron haber sido Amosis I (en el El Éxodo descodificado).